# Acolastus altaicus
Acolastus altaicus is een keversoort uit de familie bladkevers (Chrysomelidae). De wetenschappelijke naam van de soort werd in 1977 gepubliceerd door Medvedev & Voronova.